# مالك (اسم)
مالك هو اسم علم مذكر من أصل عربي، يُطلق على الذكور، ومعناه في اللغة العربية: الممتلك لشيء معين، أو المستولي والمتمكن منه، ويُشتق من الفعل "ملك" بمعنى حاز الشيء وسيطر عليه. وقد ورد الاسم في العديد من السياقات الدينية والتاريخية، وهو من الأسماء الشائعة في العالم العربي والإسلامي.

## المعنى اللغوي
"مالك" من الجذر الثلاثي (م-ل-ك)، ويُشير إلى السيادة أو الملكية أو السلطة. وقد يُستخدم الاسم بشكل مطلق بمعنى صاحب الشيء أو ربّه، كما يظهر في القرآن الكريم، مثل قوله تعالى: "مالك يوم الدين" (سورة الفاتحة، آية 4)، أي المتصرف فيه بلا منازع.

## في الإسلام
يحمل الاسم دلالة خاصة في الإسلام، فقد ورد بصيغة التعظيم لله عز وجل، مثل "مالك الملك" و"المالك"، وهي من أسماء الله الحسنى.
ومن أشهر من حمل هذا الاسم:

### مالك بن أنس
مالك بن أنس (توفي سنة 179هـ / 795م) هو أحد أئمة المذاهب الأربعة السنية، وهو مؤسس المذهب المالكي، أحد أبرز المذاهب الفقهية في الإسلام. وُلد في المدينة المنورة، وعُرف بعلمه الغزير، وحرصه على اتباع السنة، وله كتاب شهير يُدعى الموطأ، يُعد من أوائل كتب الحديث والفقه.

## استخدام الاسم
يُستخدم الاسم "مالك" في معظم الدول العربية والإسلامية، ويُعطى غالباً تيمناً بالصفات التي يدل عليها الاسم، مثل الملك، القوة، والهيبة. كما أنه اسم يُطلق على الذكور في عدد من الثقافات الإسلامية غير العربية، نظراً لرمزيته الدينية والتاريخية.

## شخصيات تحمل الاسم
- مالك الجزيري (لاعب كرة مضرب تونسي، 20 يناير 1984 – )
- مالك الزيدي (ممثل فرنسي، 14 فبراير 1975[3][4] – )
- مالك بن أنس (فقيه ومحدِّث مسلم، وثاني الأئمة الأربعة عند أهل السنة والجماعة، وصاحب المذهب المالكي في الفقه الإسلامي، 711[5] – 7 يونيو 795[6][5][7])
- مالك بن الحارث الأشتر (585 – 658)
- مالك بن جلول (14 سبتمبر 1977[8][9] – 13 مايو 2014[8][9])
- مالك سيديبي (مصور مالي، 1935 – 14 أبريل 2016[10])
- مالك فتحي (لاعب كرة قدم ألماني، 29 أكتوبر 1983[11] – )
- مالك كوكس (23 يونيو 1978[12][13] – )
- مالك معاذ (لاعب كرة قدم سعودي، 10 أغسطس 1981 – )
- مالك ميراج خالد (سياسي باكستاني، 20 سبتمبر 1916 – 13 يونيو 2003)
- مالك بن عوف النصري صحابي

## في الأدب والثقافة
غالبًا ما يُستخدم اسم "مالك" في الأعمال الأدبية والدرامية للإشارة إلى شخصية قيادية أو ذات سلطة، لما يحمله من دلالة لغوية على التمكين والسيطرة.

## وصلات خارجية
- موسوعة السلطان قابوس لأسماء العرب